# Зоран Поповић (инжењер)
Зоран В. Поповић (Аранђеловац, 23. фебруар 1952) је српски инжењер електротехнике, академик и редовни члан састава Српске академије наука и уметности од 1. новембра 2012.

## Биографија
Завршио је основне студије на Електротехничком факултету Универзитета у Београду 1975, магистратуру у Центру за мултидисциплинарне студије Београдског универзитета 1977, докторат на Универзитету у Љубљани 1984, научно се усавршавао на Универзитету у Нотингаму 1977, на Макс-Планк Институту за истраживање чврстих тела у Штутгарту као стипендиста Хумболт фондације 1987—1989. и као стипендиста „Марија Кири” програма Комисије за науку Европске заједнице 1992—1993. Радио је као научни саветник на Институту за физику од 1975, као редовни професор на Електротехничком факултету Универзитета у Београду од 1997, као директор Центра за физику чврстог стања и нове материјале, као гостујући професор у Лабораторији за физику чврстог стања и магнетизма на Физичком факултету Католичког Универзитета у Лувену 1999—2003. и у Институту за науку о материјалима Универзитета у Валенсији 2003—2004. Уредник је публикације и члан редакције Електротехничког факултета у Београду, члан је редакције Journal of Research in Physics, Science of Sintering и Техника – материјали, рецезент је Physical Review Letters, Physical Review B, Europhysics Letters, Synthetic Metals, Physica Status Solidi, Physica B, Infrared physics and technology, Electronic Letters и J. Serbian Chemical Society. Члан је Америчког физичког друштва, Друштва физичара Србије, Српског друштва за материјале, Српског керамичког друштва и Српске академије наука и уметности од 1. новембра 2012. Члан је Академијског одбора за проучавање живота и дела српских научника и писање историје САНУ, Академијског одбора за науку, Академијског одбора „Природни и техничко-технолошки ресурси Србије” и Академијског одбора за енергетику. Добитник је награде „Никола Тесла” 1987—88, награде Института за физику за изузетан научни рад 1992. и великог признања за научно дело Института за физику поводом педесетогодишњице Института за физику 2011. године.